# Анна Ворфоломеева
Анна Ворфоломеева — российская инди-поп-группа из Москвы, образованная в 2016 году.
Группа выпустила 3 альбома и участвовала в фестивалях Дикая мята, ВолгаФест, Bosco Fresh Fest, STEREOLETO и других.

## История
В детстве будущий основатель группы Анна Ворфоломеева занималась вокалом и театром, после школы получила специальность журналиста в ИЖЛТ (Институте журналистики и литературного творчества) и работала в издательстве. Второе образование Анна получала в Институте искусств МПГУ. Во время учебы Анна выступала на московских джем-сейшнах и образовала вместе с Алёной Налимовой и Лерой Степаненко трио «Young Adults». Коллектив исполнял кавер-версии в составе укулеле, битбокс и тромбон и участвовал в телепроекте «Главная сцена».
История сольного проекта началась в 2014 году с песен «Прохлада» и «Одиссей», музыку для которых написали Пётр Черниенко и Митя Крупин, а тексты — Анна. После записи треков в студии был начат подбор музыкантов. Рабочим названием будущей группы было «Чудес нет», однако потом было принято решение назвать коллектив по имени вокалистки и автора песен.
В итоговый состав вошли Пётр Черниенко (гитара), Давид Харатян (бас) и Михаил Кузнецов (барабаны). Первой работой состава стала запись в 2016 году живого акустического видео на песню «Прохлада» для канала Fairlane Acoustic. В этом же году группа дала первые концерты, а летом в Тель-Авиве во время отпуска Анна совместно с режиссёром Русланом Юдовским сняла клип на песню «Свобода» . В это время в концертную программу группы на постоянной основе входят кавер-версии песен советской эстрады в исполнении Ларисы Мондрус («Милый мой фантазёр»), Аиды Ведищевой («Лесной олень»), Елены Шуенковой («Бьют часы на старой башне» из фильма Приключения Электроника).
В 2017 году проходят концерты в «Мумий Тролль Баре», клубах Powerhouse и Сады Бабилона, кафе Стакан, а также в проекте Sofar Moscow. Группа участвует в нескольких городских фестивалях и готовит к записи новые треки. В этом же году Анна с песней «Выше» участвует в записи пластинки «Вода» коллектива ДРУГ. 31 декабря группа «Анна Ворфоломеева» выступает на Тверской улице накануне Нового года. В какой-то момент произошёл форс-мажор: загорается аппаратура сцены. Группа допевает в акустике песню «Лучший город земли» вместе со зрителями.
В 2018 году группа снимает клип на песню «Как мне тебя назвать», выпускает в обновлённом звучании сингл «Одиссей», даёт несколько сольных концертов в клубах и выступает на фестивалях (Ночь кино, Soлома, Укуфест, Волгафест и др). Песня «Как мне тебя назвать» входит в саундтрек короткометражного фильма Андрея Ивашкина «Ничего не было» (2018). В этом же году Анна участвует в отборе на 7 сезон шоу «Голос» с песней «Ветер знает» группы «Браво», но ни один из наставников не взял её в свою команду. Позже видео этого выступления на YouTube наберёт 3.9 миллиона просмотров.
В 2019 году выходит первый полноформатный альбом «Так легко», в который вошли как выходившие синглами треки, так и новые песни. Группа представляет альбом в клубе «16 Тонн» и едет в акустический тур с презентацией альбома в 7 городах, на некоторых концертах для исполнения песни «Одиссей» к составу присоединяется трубач. Помимо всего прочего, Анна Ворфоломеева в качестве постоянной вокалистки присоединяется к группе «Со мною вот что».
В конце года группа выпускает во Вконтакте и на SoundCloud сборник ретро-каверов - по соображениям авторского права они не публикуются на цифровых площадках.
В 2020 году выходит мини-альбом «Колдовство», внесший в звучание стилистику диско. Группа выступает в Музыкальной паузе передачи «Что? Где? Когда?» . Выходят сингл и клип «Дом — это место…», вдохновленные карантином — клип собран из присланных слушателями соответствующих видеозаписей. Снимается и выпускается клип на трек «Навстречу». 1 сентября проходит концерт на крыше павильона «Рабочий и колхозница» на ВДНХ, потом затем будет выложен на YouTube. Живой состав группы усиливается духовой секцией. Перед новогодними праздниками выходит сингл «Зимняя» в новом для группы электронном звучании. Альбом «Колдовство» входит в итоговый чарт «Лучшие альбомы 2020 года: выбор музыкальных критиков и подкаста "Творческие планы"»
В 2021 году выходят сингл и клип «Облака (Снова врёт)», группа играет несколько сольных и фестивальных концертов, снимает видео с акустическими вариантами треков «Колдовство» и «Песня Дня» в КЦ ЗИЛ. В концертной программе появляется рубрика «Неповторимый Кавер» — на каждом шоу группа на один вечер играет какую-либо известную песню. Композиции «Колдовство» и «Песня Дня» входят в саундтрек сериала «В Бореньке чего-то нет».
В 2022 году кавер-версия песни Виктора Цоя «Алюминиевые огурцы» выходит в сборнике «Мы вышли из кино 2». Летом группа снимает клип на собственную аранжировку песни «Выше», а также выпускает перед выходом альбома несколько синглов. Альбом-диптих «Небо и Земля» выходит осенью, презентация прошла 22 ноября в клубе «16 Тонн».
В начале 2023 года группа объявила об уходе Петра Черниенко - на гитаре его сменила Александра Афанасьева. В марте группа презентовала новый клип «Миллионы лет» и сыграла концерт в Петербурге, в апреле сыграла концерт в Творческом пространстве Маяковский (Казань), в мае выступила на открытии сезона в парке Коломенское (площадка Зингаро) и в рамках ежегодной акции «Библионочь» (в Библиотеке имени Ю.А. Гагарина). Весной опубликована работа Анны в сказочном проекте Вконтакте: она озвучила сказку «Повелительница ручьёв», написанную одним из победителей конкурса «О весне и любови» https://vk.com/wall-76477496_190325. Также в этом году совместно со Школой Маскелиаде был запущен курс Анны Ворфоломеевой по согнрайтингу. Летом группа сыграла концерты в Суздале на фестивале ПряхаФест и в московском саду «Эрмитаж». Выпущен совместный трек с Анной Дворжецкой «Самое время сейчас» (в итоге сингл вошел в список лучших песен года по версии журнала «Правила жизни»). Песня «Эполеты» из альбома «Земля» прозвучала на заставке и титрах стендап-концерта комика Кирилла Сиэтлова, также опубликован анимационный лирик-клип на неё от Bela Unclecat. В акустическом составе сняты живые видео на треки «Мало любви» и «Нежность». В конце июля прошли сольные концерты в столицах - в клубе «16 Тонн» (полный звук) и «Мачты» (акустика). В октябре был выпущен сингл «Вечер самого длинного дня», презентация состоялась в клубе «16 Тонн». На концерте группа объявила о каникулах до следующего года. В новогоднюю ночь две песни в исполнении группы вошли в праздничный эфир телеканала Москва 24
В 2024 году группа несколько раз выступила на московских фестивалях, выпустила клипы на песни «Счастье» и «Вечер самого длинного дня», а также EP «Маленькие вещи», представив его на концертах в Москве и Санкт-Петербурге.
Из-за большой распространённости альтернативного варианта фамилии, группу и лидера коллектива часто ошибочно указывают в прессе и соцсетях как Анна Варфоломеева.

## Оценки творчества
Алексей Мажаев, музыкальный журналист и критик, InterMedia: 

Вообще Анну Ворфоломееву моментами хочется сравнить с Ириной Богушевской; но если «театральный джаз» Ирины вообще не привязан к конкретному времени и месту, то альбом Анны «Земля» - он про здесь и сейчас. И про тех, кто остался. 

Александр Нурабаев, журналист, обозреватель:

Будто Анна и ее коллектив отыскали в архивах фирмы «Мелодия» неизданную эстрадную запись 60-х — 70-х, придали ей современного звука, добавили порхающих клавишных и духовых — и самая воздушная поп-запись этой весны готова.
Журналист издания «Нож» и автор подкаста «Всякая годная попса» Антон Вагин об альбоме «Так легко»:
Анна своей пластинкой будто делает прививку от всего того, что мы привыкли видеть вокруг. Долой опостылевшую работу, долой серые пробки, долой очереди в «Макди», долой всю эту рутину! У нас есть шанс хотя бы на время звучания этих 10 песен поплавать в облаках и вдоволь попалькаться в них. 
Альбом «Небо и земля» вошел в списки лучших пластинок 2022 года по версиям сайта «Союз» и журнала «Правила Жизни».

## Участники
- Анна Ворфоломеева — автор композиций, вокал, укулеле, гитара, мелодика
- Александра Афанасьева — гитара
- Михаил Кузнецов — барабаны
- Азат Хуснуллин — тромбон, клавиши
- Мансур Хайбулин — труба, бэк-вокал

### Бывшие участники
- Пётр Черниенко — гитара, автор музыки (2014-2023)
- Давид Харатян — бас-гитара (2016-2024)

## Дискография

### Альбомы
- 2019 — «Так легко»
- 2020 — «Колдовство» EP
- 2022 — «Небо и земля» (альбом-диптих)
- 2024 — «Маленькие вещи» EP

### Синглы
- 2015 — «Прохлада»
- 2015 — «Свобода»
- 2018 — «Одиссей»
- 2019 — «Так легко»
- 2020 — «Навстречу»
- ‍2020 — «Новый кот»
- 2020 — «Зимняя»
- ‍2021 — «Облака (Снова врёт)»
- 2022 — «Чья это жизнь»
- 2022 — «Выше»
- 2022 — «Миллионы лет»
- 2022 — «Мало любви»
- 2023 — «Самое время сейчас» (совместно с Анной Дворжецкой)
- 2023 — «Вечер самого длинного дня»
- 2024 — «Миллионы лет (Версия Анны)»
- 2024 — «История болезни (а не любви)»

## Видеография
- 2016 -  «Прохлада (Fairlane Acoustic)»
- 2017 -  «Свобода»
- 2017 -  «Woodkid — I love you (acoustic cover)»
- 2019 -  «Одиссей»
- 2020 -  «Как мне тебя назвать»
- 2020 -  «Навстречу»
- 2020 -  «Дом — это место...»
- 2021 -  «Облака (Снова врёт)»
- 2022 -  «Чья это жизнь»
- 2022 -  «Выше»
- 2022 -  «Мало Любви»
- 2023 -  «Миллионы лет»
- 2023 -  «Эполеты»
- 2023 -  «Мало Любви» (акустика)
- 2023 -  «Нежность» (акустика)
- 2023 -  «Эполеты» (акустика)
- 2024 -  Новогодний эфир на М24 («Зимняя», «Свобода»)
- 2024 -  «Счастье»
- 2024 -  «Вечер самого длинного дня»

### Полноформатные видео
- 2021 -  Концерт на крыше павильона «Рабочий и колхозница», ВДНХ, 1 сентября 2020